# Tierra nueva (álbum)
Tierra nueva es el séptimo álbum de estudio de la banda de rock argentina Cielo Razzo.

## Lista de temas
1. "Obtuso" - 3:43
2. "Disfraz" - 3:47
3. "Ventana" - 2:58
4. "Cochico" - 3:44
5. "La misma oscuridad" - 2:33
6. "Barón" - 2:22
7. "Alcalina" - 3:42
8. "Alisten" - 3:52
9. "La furia" - 3:50
10. "El bobo y el payaso" - 3:49
11. "Tus pasos" - 3:52

## Músicos
- Pablo Pino: voz, coros, guitarras y armónica
- Diego Almirón: guitarras y coros
- Fernando Aime: guitarras y coros
- Cristian Narváez: bajo y coros
- Javier Robledo: batería y coros